# Livio Furini
Livio Furini (geboren 16. Dezember 1932 in Legnago; gestorben 13. Juni 1987 in Castelnuovo del Garda) war ein italienischer Unternehmer und  Tourismuspionier. Unter seiner Leitung entstand der 1975 am Gardasee eröffnete Freizeitpark Gardaland.

## Leben
Livio Furini war das älteste von sieben Kindern von Cesare Furini und seiner Frau Teresina Fortunata. Sein Vater war Bäcker und begeisterter Hobbymusiker, unter anderem war er Dirigent der örtlichen Musikkapelle. Von ihm erbte er seine Liebe zur Musik und seinen Geschäftssinn.
Nach dem Besuch des musischen Gymnasiums in Verona besuchte er das Konservatorium Bozen. In Bozen leistete er auch seinen Wehrdienst bei den Alpini ab. Nach seiner Zeit beim Militär zog er nach Verona und arbeitete als Handelsvertreter im Lebensmittelbereich. 1959 heiratete er. Aus der Ehe gingen zwei Töchter hervor.
Furini erkannte in Zeiten des Wirtschaftswunders das Potential des aufkommenden Tourismus. 1963 zog er mit seiner Familie an den Gardasee und eröffnete in Peschiera del Garda ein Geschäft für Campingartikel. Sein Vermögen investierte er 1969 in einen Supermarkt in Castelnuovo del Garda, der erste Supermarkt der am Gardasee überhaupt eingeweiht wurde. Auf einer Reise nach Kampanien besuchte er Ende der 1960er Anfang der 1970er Jahre  den 1965 eröffneten Freizeitpark Edenlandia in Neapel. Begeistert von dem Konzept, schmiedete er Pläne, einen solchen Park auch am Gardasee zu errichten.
Nachdem Furini ein weitgehend brachliegendes Grundstück am Ufer des Gardasees zwischen Castelnuovo del Garda und Lazise für seine Pläne ausgemacht hatte, begann er sich nach Geschäftspartnern umzusehen, um seine Idee verwirklichen zu können. 1971 erwarb er das 60.000 m² große Grundstück und gründete die Gesellschaft mit beschränkter Haftung Gardaland. Nach der Ausarbeitung eines ersten konkreten Projektes fand er weitere Teilhaber, sodass 1974 die Gesellschaft in eine Aktiengesellschaft mit 40 Teilhabern umgewandelt wurde. In der S.p.A. übernahm Furlini die Rolle des Vorstandsvorsitzenden. Zwischen 1974 und 1975 reiste er in die Vereinigten Staaten und besuchte Disneyland bei Orlando. Nachdem auch die Gemeinde Castelnuovo del Garda dem Projekt zugestimmt hatte, rückten im Frühjahr 1975 die Bauarbeiter an.
Am 19. Juli 1975 wurde Gardaland eröffnet, auch wenn die Bauarbeiten nur zum Teil abgeschlossen waren. Wegen Differenzen mit den anderen Vorstandsmitgliedern über die weitere Zukunft des Parkes stieg er am Ende der Saison 1975 aus dem Unternehmen aus. Das Thema ließ ihn aber nicht mehr los. Nach seinem Ausscheiden bei Gardaland gründete er in Castelnuovo del Garda das Unternehmen „ElettronicAnimazione“, das Kulissen aus Kunstharz für Freizeitparks herstellte. 1977 eröffnete er bei Brescia den Freizeitpark Hobbyland. Ein Park, der viele Ähnlichkeiten mit Gardaland aufwies, aber nach drei Jahren seinen Betrieb wieder einstellen musste. Ein weiterer von ihm geplanter Freizeitpark in San Benedetto di Lugana bei Peschiera del Garda mit Namen „Pinocchio Land“ blieb wegen seines frühen Todes im Planungsstadium stecken.
In seiner Freizeit komponierte Livio Furini und schrieb Gedichte. Einige seiner Werke wurden posthum bei kleineren Verlagen veröffentlicht. In Peschiera del Garda und seinem Geburtsort Legnago sind Straßen nach ihm benannt worden.